# 2 Batalion Ochrony Pogranicza
Samodzielny Batalion Ochrony Pogranicza nr 2 – samodzielny pododdział Wojsk Ochrony Pogranicza.

## Formowanie i zmiany organizacyjne
Na podstawie rozkazu MON nr 055/org. z 20 marca 1948, na bazie Gdańskiego Oddziału WOP nr 12, sformowano 4 Brygadę Ochrony Pogranicza, a 19 komendę odcinka WOP przemianowano na batalion Ochrony Pogranicza nr 2.
Rozkazem Ministra Obrony Narodowej nr 205/Org. z 4 grudnia 1948, z dniem 1 stycznia 1949, Wojska Ochrony Pogranicza podporządkowano Ministerstwu Bezpieczeństwa Publicznego. Zaopatrzenie batalionu przejęła Komenda Wojewódzka Milicji Obywatelskej.
Z dniem 1 stycznia 1951, na podstawie rozkazu MBP nr 043/org z 3 czerwca 1950, na bazie 4 Brygady Ochrony Pogranicza, sformowano 16 Brygadę Wojsk Ochrony Pogranicza, a 2 batalion Ochrony Pogranicza przemianowano na 161 batalion WOP.

## Ochrona granicy
Główny wysiłek w ochronie granicy morskiej ukierunkowano na obserwację. Zorganizowano sieć otwartych i zamaskowanych punktów obserwacyjnych. Nawiązano współpracę z punktami obserwacyjnymi Marynarki Wojennej, a w strażnicach nadmorskich wprowadzono patrol pogotowia. W nocy stosowano podsłuchy, patrole i zasadzki. W portach i przystaniach rybackich zorganizowano stałe posterunki do kontroli ruchu rybackiego. W głąb strefy nadgranicznej wysyłano 2 - 3 razy w tygodniu patrole żołnierzy WOP.

## Struktura organizacyjna
Dyslokacja batalionu przedstawiała się następująco :
- dowództwo batalionu – Lębork
- 90 strażnica OP – Łeba
- 91 strażnica OP – Zasin (Zassin)
- 92 strażnica OP – Wierzchucin (Wirschutzan)
- 93 strażnica OP – Kalwaria
- 94 strażnica OP – Hallerowo
- 95 strażnica OP – Puck.

## Dowódcy batalionu
- Augustyn Iżyniec (11.04.1950–31.12.1950)[1] – do przemianowania.